# Nastassja Kinski
Nastassja Aglaia Kinski (født 24. januar 1961 i Berlin) er en tysk skuespiller, der som purung vakte opsigt med vovede roller og blev verdensberømt med titelrollen i Roman Polanskis Tess (1979). Hendes rigtige navn er Nastassja Aglaia Nakszynski og hun er datter af skuespilleren Klaus Kinski, men der er uenighed om hendes fødselsår, som hun selv (da hun som teenager var kæreste med den ca. 30 år ældre Roman Polanski) har hævdet er 1959.

## Udvalgte film
- Falsche Bewegung (1975)
- To the Devil a Daughter (1976)
- Tess (1979)
- Cat People (1982)
- One from the Heart (1982)
- Hotel New Hampshire (1984)
- Paris, Texas (1984)
- Revolution (1985)
- In weiter Ferne, so nah! (1993)
- Terminal Velocity (1994)
- Fathers' Day (1997)
- One Night Stand (1997)
- Playing by Heart (1998)
- Savior (1998)
- Your Friends & Neighbors (1998)
- Inland Empire (2006)
- The Nightshift Belongs to the Stars (kortfilm, 2013)
- Sugar (2013)